# السكران بن عمرو
السَّكْران بن عَمْرو، صحابي، وأخو سهيل بن عمرو، هاجر إلى الحبشة في الهجرة الثانية مع امرأته حينذٍ سودة بنت زمعة.

## حياته
هو السَّكْران بن عَمْرو بن عَبْد شمس بن عبد وُدّ بن مالك بن نَصر بن حِسْل بن عامر بن لؤيّ القرشيّ العامريّ. وأمّه حُبّى بنت قيس بن ضُبيس بن ثعلبة بن حِبّان بن غَنْم بن مُليح بن عمرو من خُزاعة. أما أخوته فهم: سهيل بن عمرو وحاطب بن عمرو وسليط بن عمرو.
تزوج من سودة بنت زمعة، وكان ابن عم لها، وولدت له عبد الله. أسلم السكران في بداية ظهور الإسلام، وأسلمت سودة معه، وبايعا النبي محمد، لما اشتد الأذى على المسلمين بمكة؛ أذن النبي لأصحابه بالخروج والهجرة إلى الحبشة فقال: «لو خرجتم إلى أرض الحبشة؟ فإن بها ملكا لا يظلم عنده أحد، وهي - أرض صدق - حتى يجعل الله لكم فرجا مما أنتم فيه»، فهاجر السكران وسودة في الهجرة الثانية إلى الحبشة، وكان عدد المهاجرين ثلاثة وثمانين رجلًا وتسع عشرة امرأة. ومات السكران بأرض الحبشة، بينما قال ابن إسحاق ومحمد بن عمر: «رجع السكران إلى مكّة فمات بها قبل الهجرة إلى المدينة.».
ورُوى عن ابن عبّاس قال: «كانت سودة بنت زمعة عند السَّكْرَان بن عَمْرو أخي سهيل بن عمرو فرأت في المنام كأنّ النبيّ ﷺ أقبل يمشي حتى وطئ على عُنقها، فأخبرت زوجها بذلك فقال: «وأبيك لئن صَدَقَت رؤياك لأموتنّ وليتزَوّجنّك رسول الله ﷺ»، فقالت: حجرًا وسترًا. وقال هشام: الحجر تنفي عن نفسها ذاك. ثمّ رأت في المنام ليلةً أُخرى أنّ قَمَرًا انقضّ عليها من السماء وهي مُضطجعة، فأخبرت زوجها فقال: «وأبيك لئن صَدَقت رؤياك لم ألبث إلا يسيرًا حتى أموت وتزوّجين من بعدي». فاشتكى السكران من يومه ذلك فلم يلبث إلا قليلًا حتى مات.».
وبعد وفاة السكران، تزوج النبي محمد من سودة بنت زمعة.